# Scymnodalatias
Scymnodalatias is een geslacht van kraakbeenvissen uit de familie Somniosidae (volgens oudere inzichten de familie Dalatiidae) en behoort in elk geval tot de orde van doornhaaiachtigen (Squaliformes). 

## Soorten
Het geslacht bevat de volgende 4 soorten:
- Scymnodalatias albicauda Taniuchi & Garrick, 1986
- Scymnodalatias garricki Kukuev & Konovalenko, 1988
- Scymnodalatias oligodon Kukuev & Konovalenko, 1988
- Scymnodalatias sherwoodi (Archey, 1921) – Sherwoods ijshaai